# Brunsidig snårsparv
Brunsidig snårsparv (Pipilo erythrophthalmus) är en fågel i familjen amerikanska sparvar inom ordningen tättingar.

## Kännetecken

### Utseende
Brunsidig snårsparv är en stor och karakteristisk amerikansk sparv med en längd på 17-23 centimeter. Adulta fåglar har rödbruna kroppsidor, vit buk och en lång stjärt med vita hörn. Ovansida, huvud och stjärt är mörka, svart hos hanen och brunt hos honan. Den har även en vit fläck vid handpennornas bas. Ögat är rött för de flesta populationer men vitt i sydost. Jämfört med den västliga arten fläckig snårsparv (som tidigare behandlades som en del av brunsidig snårsparv) saknar den vita fläckar på skapularerna och dubbla vita vingband.

### Läte
Sången består av en till tre korta toner följt av en långsammare mer musikalisk drill, på engelska klassiskt återgett som "drink your tea".

## Utbredning och systematik
Brunsidig snårsparv delas upp i två grupper med sammanlagt fyra underarter, med följande utbredning:
- "Rödögd snårsparv" 
  - Pipilo erythrophthalmus erythrophthalmus – förekommer i östra Nordamerika (från södra Kanada till Mexikanska golfen)
  - Pipilo erythrophthalmus canaster – förekommer från Tennessee till Louisiana, Alabama och nordvästra Florida
- "Vitögd snårsparv" 
  - Pipilo erythrophthalmus rileyi – förekommer från Virginia till Georgia, norra Florida och sydöstra Alabama
  - Pipilo erythrophthalmus allena – förekommer i centrala Florida söderut till dess södra udde

Fågeln har påträffats i Europa vid ett enda tillfälle när en hona ringmärktes i Lundy, Devon, England 7 juni 1966.
Tidigare inkluderades även fläckig snårsparv (Pipilo maculatus) i arten.

### Familjetillhörighet
Tidigare fördes de amerikanska sparvarna till familjen fältsparvar (Emberizidae) som omfattar liknande arter i Eurasien och Afrika. Flera genetiska studier visar dock att de utgör en distinkt grupp som sannolikt står närmare skogssångare (Parulidae), trupialer (Icteridae) och flera artfattiga familjer endemiska för Karibien.

## Levnadssätt
Brunsidig snårsparv påträffas i solbelysta gläntor, buskmarker och undervegetation i öppen skog. Den rör sig ofta ensamt där den födosöker på marken efter frön och insekter. Honan lägger en till tre kullar med två till sex ägg som ruvas i tolv till 13 dagar.

## Status och hot
Arten har ett stort utbredningsområde och en stor population, men tros minska i antal, dock inte tillräckligt kraftigt för att anses vara hotad. Utifrån dessa kriterier kategoriserar IUCN arten som livskraftig (LC). Världspopulationen uppskattas till 29 miljoner häckande individer.